# Sven Davidson
Pour les articles homonymes, voir Davidson et Sven.
Sven Viktor Davidson, né le 13 juillet 1928 à Borås et mort le 28 mai 2008, est un joueur suédois de tennis, premier Suédois à avoir remporté le tournoi de Roland-Garros, en 1957, bien avant Björn Borg en 1974.
Il est membre du International Tennis Hall of Fame depuis 2007.

## Palmarès

### En simple
- Roland-Garros : vainqueur en 1957 ; finaliste en 1955 et 1956 ; quart de finaliste en 1954
- Wimbledon : demi-finaliste en 1957
- US Open : demi-finaliste en 1957
- Masters de Rome : finaliste en 1956
- Masters de Hambourg : vainqueur en 1958 ; finaliste en 1951 et 1954

### En double
- Wimbledon : vainqueur en 1958